# Antisana
L'Antisana est un stratovolcan, culminant à  5 758 m, de la cordillère des Andes, situé en Équateur, dans la province de Napo. Sa dernière éruption remonte à 1801.

## Géographie

### Situation
Le volcan est situé dans la cordillère Orientale. Il sépare le couloir andin où se trouve Quito (situé à 50 km au nord-ouest), la province de Pichincha, de la région amazonienne et la province de Napo. Il est le quatrième plus haut sommet d'Équateur.

### Topographie
Le volcan s'est formé dans la partie sud-est de la très grande caldeira de Chacana (en) et a une forme de cône typique des stratovolcans. Le sommet est formé en un double cône, le plus récent en  forme de cône, avec une brèche, et en partie surplombant l'ancien cône, qui est lui composé de deux caldeiras (à l'est et au sud).

### Climat
Les neiges éternelles recouvrent les deux cônes. Le volcan est très souvent masqué dans les nuages.

## Histoire
- Entre 1590 et 1600 : une pluie de cendres recouvre la zone proche de l'Antisana, mais celle-ci pourrait provenir d'une éruption du Reventador.
- 1728 : explosion verticale, formation d'une coulée de lave (Antisanilla) de 12 km de long.
- 1760 : coulée de lava de 2 km.
- 1773 : forte éruption, coulée de lave (Potrerillos) qui touche la rivière Pappallacta.
- 1801 : éruption de type strombolien, avec des coulées de lave, formation d'un dôme au sommet qui renferme le cratère principal, pluie de cendre.
- 10 mars 1880 : première ascension du volcan, par Edward Whymper (accompagné des frères Jean-Antoine et Louis Carrel, guides italiens)

Il est considéré comme un volcan actif en raison d'une activité perceptible via des dégagements de fumerolles dans les cratères, les sources d'eau chaude (utilisés pour le tourisme thermal), et les dernières éruptions qui eurent lieu au cours du XVIIIe siècle. L'éruption de 1728, par exemple, fut semblable à l'éruption du mont Saint Helens en 1980 avec une expulsion verticale importante, mais n'étant pas situé proche des habitations il n'avait jamais entrainé d'importants dégâts. Toutefois, avec la présence d'un important glacier, et de neiges éternelles, des lahars pourraient se créer et présentent un risque pour les populations de la province du Pichincha et la capitale Quito, et son aire métropolitaine à l'est.
Des coulées de laves datent de plusieurs centaines d'années et se sont déversées dans la caldeira de Chacana, mais de plus anciennes éruptions ont eu lieu durant la Préhistoire.

## Alpinisme
L'Antisana est connu pour offrir un défi technique plus élevé que le reste des volcans équatoriens. En raison de son glacier extrêmement mouvant, il n'y existe pas de voie classique car de très nombreuses crevasses apparaissent et disparaissent chaque année. De plus, confiné dans la cordillère Orientale de l'Équateur, le sommet est plus proche de l'Amazonie et donc davantage soumis aux intempéries et aux changements brusques de temps. Comme pour le reste de la cordillère équatorienne, la meilleure saison pour tenter une ascension sont les mois de décembre et janvier, puis juillet et août. L'Antisana est connu pour offrir l'un des sujets d'étude du réchauffement climatique les plus criants d'Amérique latine puisqu'on estime que le tiers de son glacier a disparu en l'espace de 30 ans.

## Réserve écologique et tourisme
Une réserve naturelle, Reserva Ecológica Antisana, entoure le volcan, et protège une faune et une flore riches. Les condors font la renommée de ce volcan, prisé par le tourisme du trekking malgré la difficulté que représente son glacier.

### Flore et faune

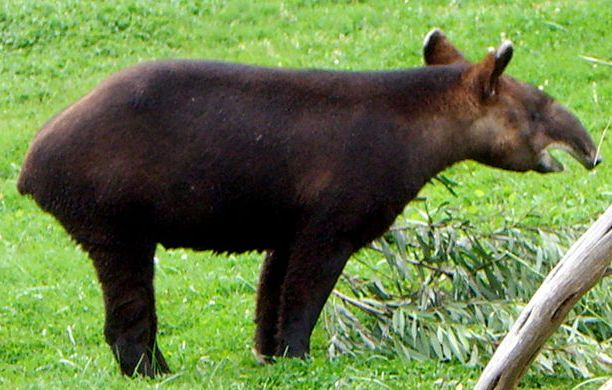
Le Tapirus pinchaque

De nombreuses espèces protégées ont été répetoriées dans cette réserve :
- Ateles belzebuth (Atèle à ventre blanc) : en danger ;
- Pudu mephistophiles (pudu du Nord) : vulnérable ;
- Tapirus pinchaque : en danger ;
- Oncille (Leopardus tigrinus) : vulnérable ;
- Chien des buissons : quasi menacé ;
- Pénélope aburri : quasi menacé ;
- Gallinago stricklandii (Bécassine de Strickland) : quasi menacé ;
- Condor des Andes : quasi menacé ;
- Toui tacheté : vulnérable ;
- Grimpar de Pucheran : quasi menacé ;
- Grallaria gigantea gigantea : vulnérable ;
- Conirostre géant : quasi menacé ;
- Osornophryne antisana : en danger ;
- Senecio antisanae / Senecio iscoensis (Senecio) : données insuffisantes.